# Embriogénese

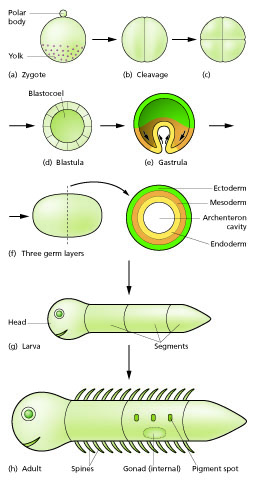
Embriogénese

A embriogénese (português europeu) ou embriogênese (português brasileiro) é o processo através do qual o embrião é formado e se desenvolve. Começa no momento da fertilização do óvulo, que a partir de então se passará a chamar de zigoto. O zigoto sofre rápidas divisões mitóticas sem que haja um grande aumento de crescimento (processo denominado de clivagem e diferenciação celular). Existem dois tipos de embriogênese: a animal, e a vegetal. Na vegetal, a embriogênese tem início com o encontro dos gametas femininos e masculinos (cada grupo de vegetal possui uma forma de encontro específica) onde ocorre a fusão desses gametas, passando por fases como zigoto, protoembrião, globular, cordiforme, torpedo e cotiledonar. É importante ressaltar que a função das células é determinada pela posição que a célula assume no embrião que é ativada por hormônios vegetais.[carece de fontes?] Esse processo é o objeto da Embriologia.
A primeira conceituação de desenvolvimento ocorreu no âmbito das ciências naturais, em meados do século XVIII, quando Caspar F. Wolff (1733–1794) definiu "desenvolvimento embrionário" como "o crescimento alométrico até a forma apropriada do ser vivo".

## Tipos de ovos
Os ovos (por vezes, erroneamente denominados ovócitos ou óvulos) se classificam de acordo com a quantidade de vitelo e a sua disposição no ovo, sendo que o vitelo é um conjunto de substâncias nutritivas que servirão de alimento para o embrião.
Ovos Isolécitos/oligolécitos/alécitosPossuem pouco vitelo. Este tipo de óvulo ocorre na maioria dos mamíferos. Também é conhecido como alécito (em algumas espécies) ou oligolécito.
Ovos heterolécitos/mesolécitosSão aqueles que apresentam vitelo concentrado no pólo vegetativo do ovo, e uma menor quantidade do mesmo no polo animal. Esses tipos de ovos são encontrados em peixes e anfíbios. São também denominados ovos mesolécitos.
Ovos telolécitos/megalécitosCom grande quantidade de vitelo ocupando quase todo o ovo, ficando o citoplasma e o núcleo reduzidos a uma pequena área, a cicatrícula ou disco germinativo, situado no pólo animal. Ocorrem em moluscos cefalópodes, alguns peixes, répteis, aves e mamíferos monotremados.
Ovos centrolécitosSão aqueles que apresentam o vitelo na região central do ovo, ao redor do núcleo. Esses tipos de ovos são encontrados em artrópodes, tais como os insetos, as aranhas e os crustáceos.

## Zigoto
O zigoto (ou ovo) é sempre assimétrico, possuindo um pólo animal (a futura ectoderme e mesoderme) e um pólo vegetal (futura endoderme). Está coberto por várias camadas de protecção. A primeira camada é denominada membrana vitelina (zona pellucida nos mamíferos). Diferentes taxa apresentam diferentes coberturas celulares e acelulares.

## Clivagem

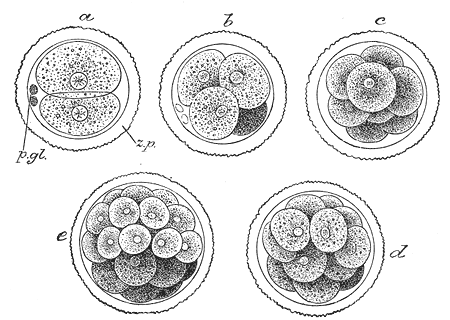
Clivagem durante a embriogénese

O zigoto sofre rápidos ciclos celulares sem que ocorra crescimento significativo, produzindo um conjunto de células que é do mesmo tamanho que o zigoto original. Dependendo essencialmente da quantidade de vitelo existente no ovo, a clivagem poderá ser holoblástica (total) ou meroblástica (parcial)
A célula-ovo (zigoto) sofre sucessivas divisões originando células menores chamadas blastômeros. A divisão da célula-ovo até a formação dos blastômeros recebe o nome de clivagem

## Tipos de segmentação
Como nem todo ovo possui a mesma quantidade de vitelo, a sua divisão varia de um tipo para o outro ocorrendo as seguintes:
- Segmentação holoblástica total
  - Segmentação holoblástica: ocorre em ovos isoléctitos e heterolécitos. Embora apresentem o mesmo tipo de segmentação, esses ovos possuem uma diferente distribuição de vitelo, o que permite deduzir que a segmentação holoblástica é diferente nestes dois tipos de ovos.
  - Segmentação holoblástica igual : É a segmentação que origina 8 (oito) blastômeros na terceira clivagem, do mesmo tamanho. Ocorrem em ovos alécitos(Isolécitos) e em alguns oligolécitos. O óvulo possui pequena quantidade de vitelo e por isso a clivagem ocorre por todo o ovo (holoblástica). Como o vitelo está distribuído de maneira homogênea a velocidade de clivagem será a mesma por todo o ovo, formando blastômeros de tamanhos iguais.
  - Segmentação holoblástica desigual : é a segmentação que origina, com a terceira clivagem, 8 blastômeros de tamanhos diferentes. Os 4 blastômeros menores recebem o nome de micrômeros e se localizam no pólo animal e os 4 maiores recebem o nome de macrômeros e se localizam no pólo vegetativo. Esse tipo de segmentação ocorre nos ovos heterolécitos. A segmentação continua sendo holoblástica, porém como o vitelo está distribuído de maneira desigual, a velocidade de clivagem também será desigual. O pólo vegetativo divide-se mais lentamente formando blastômeros maiores. O pólo animal divide-se mais rapidamente formando blastômeros menores.
  - Segmentação holoblática subigual: É um tipo de segmentação desigual em que os blastômeros não diferem muito entre si quanto ao tamanho; ocorre em alguns ovos isolécitos.

## Segmentação meroblástica
Nos ovos com bastante vitelo, como no caso dos telolécitos e centrolécitos, apenas o protoplasma se divide, de maneira que a segmentação do ovo é apenas parcial.
Distingue-se dois tipos:
- Meroblástica discoidal: é típico dos ovos telolécitos e atinge apenas o disco germinativo. Pode ser observada na evolução do ovo das aves.
- Meroblástica superficial: ocorre em ovos centrolécitos dos artrópodes

## Fases da segmentação
Embora existam diferentes tipos de segmentação, eles normalmente se realizam segundo duas fases:
- Mórula, em que se forma um maciço celular com poucas células;
- Blástula, em que é aumentado o número de célula e se forma uma cavidade interna cheia de líquido.

Durante a fase de mórula e a de blástula, o volume total permanece praticamente constante, embora aumente o número de células. A cavidade central que se observa na blástula recebe o nome de blastocele (cele = cavidade) e é cheia de líquido sintetizado pelas células que formam os seus limites. Nos ovos isolécitos e nos heterolécitos a blastocele é bem desenvolvida. Na blástula originada da segmentação de ovos telolécitos, não se observa a verdadeira blastocele, pois a cavidade formada não é inteiramente delimitada pelos blastômeros. Essa cavidade é delimitada em parte pelos blastômeros e em parte pelo vitelo. Nesse caso, a cavidade formada recebe o nome de cavidade subgerminal, que também é preenchida por líquido sintetizado pelas células. A blástula que se forma a partir da segmentação de ovos telolécitos recebe o nome de discoblástula.

## Segmentação holoblástica
A clivagem holoblástica ocorre em animais com pouco vitelo nos seus ovos. Um exemplo são os humanos e outros mamíferos, que no estágio de embrião recebem alimento da mãe através da placenta. Por outro lado, a clivagem meroblástica ocorre em animais cujos ovos possuem mais vitelo (aves e répteis). A clivagem, desta maneira, irá produzir uma distribuição desigual de células: a maioria concentrando-se no pólo animal do zigoto.
As diferentes células que resultam da clivagem tomam o nome de blastómeros.
Em ovos holoblásticos, a primeira clivagem ocorre sempre através do eixo animal-vegetal do ovo. A segunda clivagem é perpendicular à primeira. A partir daqui, e em diversos organismos, o arranjo espacial dos blastómeros poderá seguir diversos padrões devido à existência de diversos planos de clivagem:

## Blástula e gástrula
A blastulação ocorre depois da clivagem ter dado origem a 128 células. Neste estágio o embrião toma o nome de blástula. A blástula tem normalmente um aspecto esférico, com uma camada superficial de células a rodear uma cavidade cheia de fluido ou de vitelo: o blastocélio.
Em mamíferos, a blastulação dá origem a um blastócito, que não deverá ser confundido com a blástula; apesar de serem estruturalmente similares, as suas células têm diferentes destinos.
Durante a gastrulação, as células migram para o interior da blástula, tendo como consequência a formação de duas (em animais diploblásticos) ou três (em triploblásticos) camadas germinativas. O embrião, durante este processo, toma o nome de gástrula.
- Em diferentes grupos animais, ocorrem diferentes combinações dos seguintes processes com vista à migração de células para o interior do embrião:
  - Epibolia (expansão de uma camada celular por cima de outras células);
  - Ingressão (células movem-se através de pseudópodes);
  - Invaginação;
  - Delaminação (as células exteriores dividem-se, deixando as células resultantes na cavidade);
  - Proliferação polar.

- Outras mudanças significativas durante a gastrulação:
  - Ocorre grande quantidade de transcrição de RNA a partir dos genes zigóticos; até este ponto, o único RNA usado era de origem maternal (guardado no óvulo)
  - As células passam por processos importantes de diferenciação celular, deixando de ser totipotentes.

## Organogénese
A determinada altura, depois de definidas as camadas germinativas, a organogénese começa. O primeiro estágio em vertebrados denomina-se neurulação. Neste estágio a placa neural vai formar o tubo neural. Outros órgãos que habitualmente começam a desenvolver-se nesta altura são o coração e os somitos. A partir deste momento da embriogénese, não existe nenhum padrão comum entre os diferentes taxa do reino animal.